# Coupe mulet
Pour les articles homonymes, voir Longueuil (homonymie).

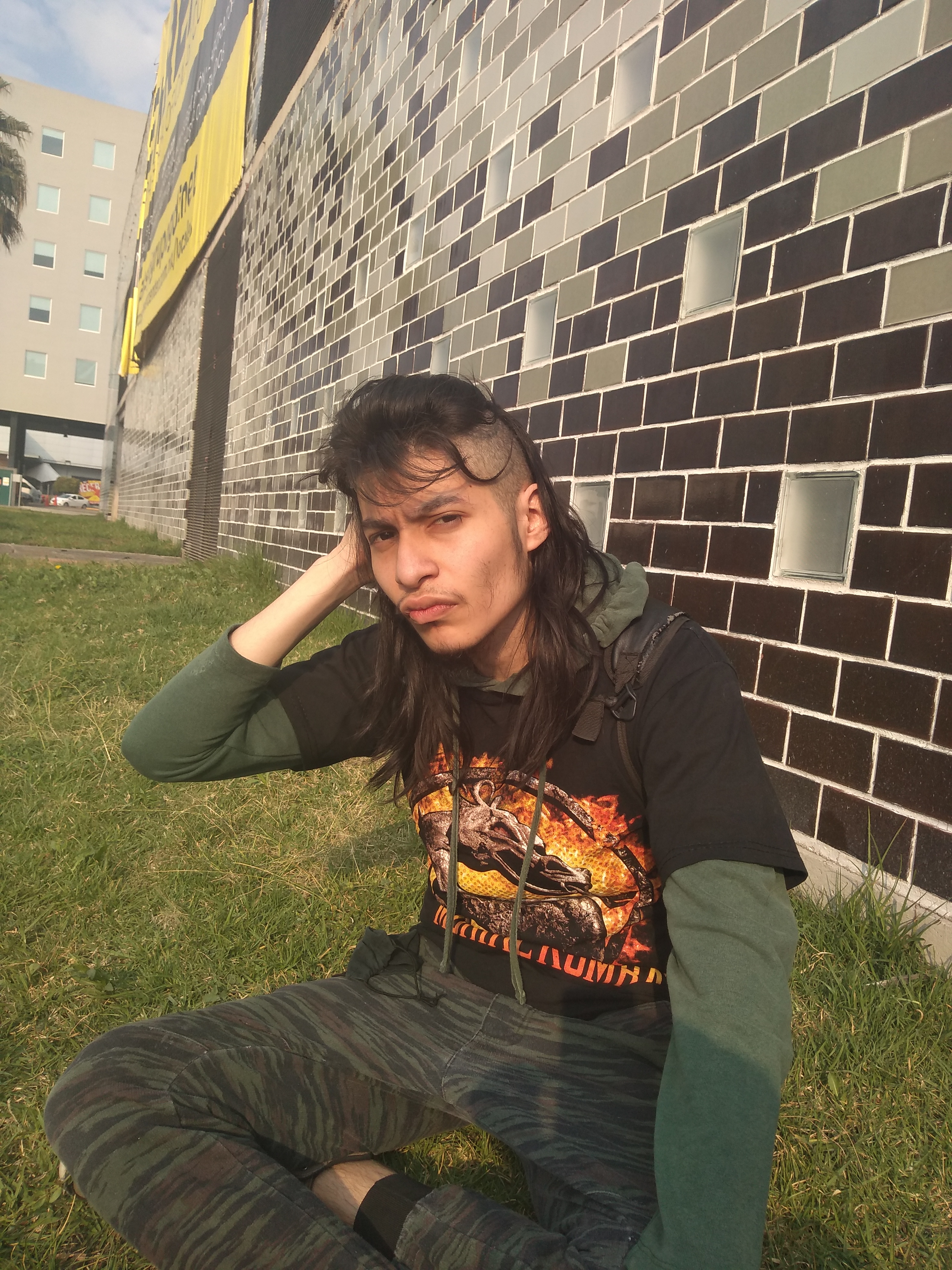
Comme on le voit ici, cette coiffure se fait généralement en rasant les deux côtés de la tête mais en laissant l'avant et l'arrière des cheveux longs.

Une coupe mulet ou nuque longue (en anglais : mullet depuis la chanson homonyme des Beastie Boys) est une coiffure qui consiste à porter les cheveux longs sur la nuque, de manière plus ou moins ordonnée, mais pas sur les tempes ni le dessus du crâne, où ils sont plus courts. Cette coiffure est également appelée « coupe Cambronne », « mulette », « coupe Coco », « coupe Longueuil », « nuquette », « coupe Flémalle », « padde » ou « nuque à l'allemande ».

## Étymologie
Selon le Oxford English Dictionary, l'utilisation du terme mullet pour décrire cette coiffure a été « apparemment inventée, et certainement popularisée, par le groupe de hip-hop américain les Beastie Boys », qui ont utilisé mullet et mullet head comme épithètes dans leur chanson de 1994 intitulée Mullet Head, en le combinant avec une description de la coupe de cheveux : « numéro un sur les côtés et ne touche pas l'arrière, numéro six sur le dessus et ne le coupe pas bizarrement, Jack. » Ils ont développé le sujet en détail dans un article de six pages intitulé Mulling Over The Mullet dans le numéro 2 (1995) de leur magazine Grand Royal, proposant une sélection de noms alternatifs pour cette coupe, dont Hockey Player Haircut et Soccer Rocker.

### Fausse étymologie
Dans le podcast Decoder Ring de Slate, Willa Paskin a discuté de l'étymologie du terme, notant que l'Oxford English Dictionary attribuait au magazine automobile australien Street Machine la première description publiée du terme en 1992, antérieure aux Beastie Boys,,,,. Decoder Ring a découvert que l'image du magazine avait été falsifiée ; dans des excuses publiées sur imgur en 2018, le créateur a admis avoir falsifié le texte, ajusté les dates du magazine et fourni des preuves.

## Histoire

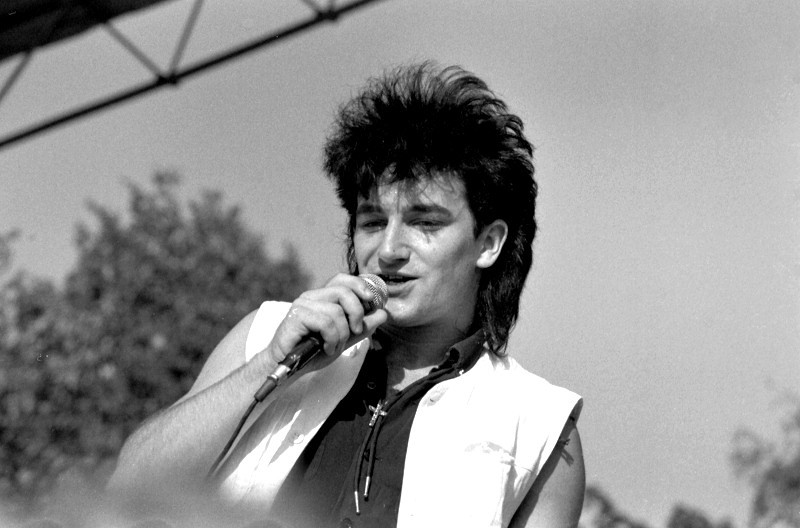
Le chanteur Bono arborant une coupe mulet en 1983.

Des découvertes archéologiques confirment l’existence de cette coupe dans les anciennes civilisations de Mésopotamie, de Syrie et d’Asie mineure. Les guerriers hittites du XVIe siècle av. J.-C. portaient une coupe de cheveux proche, tout comme les Assyriens et les Égyptiens. Enfin, des statues et les gravures grecques du VIe siècle av. J.-C. révèlent que des coupes de cheveux apparentées étaient présentes dans la culture occidentale dès ses débuts. Les Romains préféraient quant à eux une coupe beaucoup plus courte.
Cette coiffure était courante des années 1970 aux années 1990, notamment dans les milieux de la musique et du sport. Elle a été popularisée par le chanteur David Bowie, dans sa période glam-rock, avec son personnage androgyne de Ziggy Stardust, et reprise par de nombreux admirateurs parmi lesquels le groupe Sweet. Les chanteurs Bono, Rod Stewart, Keith Richards ou plus tard Joe Elliott et George Michael mais également Paul et Linda McCartney du groupe Wings ont contribué à cette popularité, de même que la superstar de country music Billy Ray Cyrus. Parallèlement, la coupe se répand dans certains sport masculins car elle permet de concilier l'aspect rebelle des cheveux longs avec les impératifs de praticité. Elle est ainsi arborée par de nombreux hockeyeurs nord-américains et des catcheurs tels que Shawn Michaels et, en Europe, par des footballeurs très médiatisés comme Franz Beckenbauer, Rudi Völler, Mickaël Madar, Tony Vairelles, Richard Dutruel, Roberto Baggio, Chris Waddle ou Mihails Zemļinskis, mais aussi portée dans le Tennis masculin professionnel par le célèbre joueur américain Andre Agassi au début des années 1990. Elle se répand alors au cinéma et à la télévision, généralement associée à des hommes d'action. Le personnage télévisé MacGyver joué par l'acteur Richard Dean Anderson, les acteurs Chuck Norris et Jean-Claude Van Damme ont ainsi arboré cette coupe.
C'est cette dernière association avec un certain type de héros masculin, jugé machiste et caricatural, et avec des genres de musique populaire délaissés par la jeunesse universitaire américaine (le hard rock et la country music) qui précipitera le déclin de la coupe, qualifiée de « mulet » à partir de 1994 à la suite de la chanson violemment satirique des Beastie Boys, Mullet Head. Antérieurement à cette chanson, l'expression mullet head était une insulte désuète de l'argot américain, désignant une personne stupide, et n'avait pas de lien particulier avec une coupe de cheveux.
Depuis cette période, la coupe mulet est surtout représentée dans la culture populaire de façon sarcastique, confinant au mépris de classe, pour caractériser un personnage masculin aux goûts vulgaires. Des résurgences plus positives, bien que souvent teintées d'ironie, sont néanmoins possibles. Ainsi en 2018, le Mullet Fest qui se déroule en Australie, est la première édition d'un festival de la coupe mulet, où a également lieu un concours des plus belles coupes. L'événement est relayé dans la presse internationale,. En parallèle, un retour de la coupe mulet, notamment pour les femmes, semble également s'installer dans l'univers de la mode,.
Comme de nombreuses tendances des années 1990, les mulets font leur retour dans les coiffures mainstream. La version la plus populaire est appelée le mullet fade. La polyvalence du dégradé de la coupe moderne a donné un aspect plus net au mulet classique.
En septembre 2020, i-D qualifie l'année 2020 de « l'année du mulet », attribuant son boom de popularité aux confinements liés au COVID-19 et à la fermeture des salons de coiffure. Dans un article pour Vice Media, les adolescents portant des mulets interrogés ont tous décrit la coupe de cheveux comme une blague, l'un d'eux déclarant : « Il y a une ironie dans la coupe de cheveux en mulet. C'est une coupe dégoûtante et grossière, ce qui signifie qu'elle est certainement portée de manière ironique »,. Magda Ryczko, fondatrice du salon de coiffure queer Hairrari à Brooklyn, souligne que les mulets permettent d'avoir un aspect professionnel pour les réunions Zoom à l'époque du COVID-19, tout en conservant un aspect plus désordonné et amusant hors caméra, lorsque la partie arrière plus longue des cheveux peut être révélée. Un championnat national annuel du Mullet a commencé en 2020 aux États-Unis ,,. Un championnat d'Europe est également organisé.
En 2024 puis 2025, des articles de TF1 confirment le retour en vogue de la coupe mulet, qualifiée de « coiffure de l'année » ou « coiffure de l'été »,.

## Dans différentes cultures
La conception culturelle de cette coupe de cheveux est différente selon les régions du monde :
- Au Québec, ceux qui portent cette coiffure associée aux années 1980 sont parfois l'objet de dérision. Étymologiquement, les appellations « coupe Vanier », « padde », « coupe skidoo », « coupe Longueuil » et « coupe Princeville » attestent bien le mépris que certains éprouvent pour les habitants de ces régions de Montréal (Longueuil), de Québec (Vanier) et du Centre-du-Québec (Princeville), connus pour être des milieux ouvriers. L'idée selon laquelle les gens coiffés de cette manière sont généralement d'intelligence inférieure est assez répandue. Chez les femmes, ce type de coiffure est aussi associé à l'homosexualité.

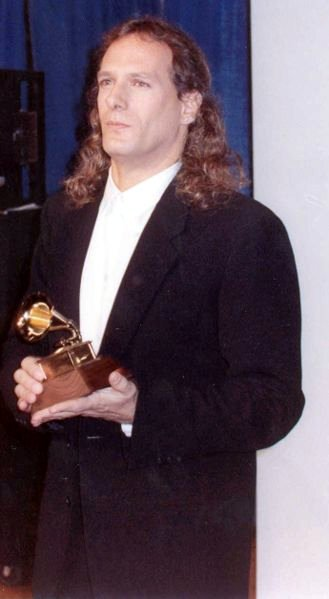
Le chanteur Michael Bolton et sa coupe mullet.

- Aux États-Unis cette coiffure est aujourd'hui associée aux rednecks. Elle a eu de nombreux noms : « Camaro Hair », « Hockey Hair », « Kentucky waterfall » ou « Business up front, party in the back » (complété par certains esprits acerbes par l'expression[Qui ?] « asshole all around »). Toutefois, la coupe connut une certaine popularité dans les années 1980 et fut alors arborée par des chanteurs tels Michael Bolton, Phil Collins et Richard Marx, Hulk Hogan, ou encore par Richard Dean Anderson dans la série télévisée MacGyver. Le déclin de sa popularité dans la jeunesse éduquée puis dans le reste du grand public a été marqué par la chanson satirique Mullet Head (1994) du groupe de hip hop Beastie Boys. Le terme « mullet » s'est alors imposé, dans un sens largement péjoratif, associé à un machisme populaire jugé démodé.
- En Suisse, la Coupe Mulet semble également être étroitement liée au canton du Valais, qui compte un nombre important de porteurs de mulet par millier d’habitants. Un championnat national de coupe Mulet a d’ailleurs été créé en 2024, dans le cadre de la Foire du Valais, afin de célébrer toutes les porteuses et tous les porteurs de cette coupe emblématique[27].
- Dans la région de Liège, en Belgique, on parlait jadis de « coupe Flémalle », comme au Québec, associée à Flémalle qui est, avec Seraing, un quartier ouvrier de la périphérie de Liège.
- en Allemagne : le mot « Vokuhila » est l'abréviation de l'expression « vorne-kurz-hinten-lang » qui signifie littéralement « devant court derrière long » et qui désigne la coupe de cheveux correspondante.
- Brésilien : coupe « Chitãozinho & Xororó », du nom du duo de musique country brésilienne qui a popularisé cette coiffure au Brésil.
- Chilien : « chocopanda », en raison des vendeurs de glaces « Chocolito panda ». Ces personnages sont présents partout dans les transports en commun du Chili.
- Danois : « Bundesliga-hår », « [coupe de] cheveux de la Bundesliga » (le championnat d'Allemagne de football), en raison d'un a priori qui voudrait que cette coiffure soit caractéristique des joueurs de football en Allemagne et de leurs supporters.
- Anglais britannique : « mullet », peut-être d'après un nom de poisson commun (Mugilidae) ou une ancienne insulte « mull-head »(personne stupide) passée au XIXe siècle dans l'argot américain sous la forme « mullet head » et revenue en usage à la suite de la chanson satirique « Mullet Head » (1994) du groupe de hip hop Beastie Boys, consacrée entièrement à cette coupe de cheveux.
- Hébreu : « vilon » (rideau).
- Italien : « capelli alla tedesca » (« cheveux à l'allemande »).
- Néerlandais : « matje » (« carpette », « paillasson », « tapis »), et aussi « Duitse mat » (« tapis allemand »).
- Norvégien : « hockeysveis » (« coupe de hockeyeur »).
- Polonais : « czeski piłkarz » (« footballeur tchèque »).
- Suédois : « hockeyfrilla » (« coupe de hockeyeur »).
- Serbe : « zemunka », nom donné d'après un quartier de Belgrade.
- Tchèque : « jágr », du nom d'un célèbre hockeyeur, Jaromír Jágr (qui s'est séparé depuis de sa coiffure).
- Hongrois : « Bundesliga », ou « footballist ».

## Termes couvrant la notion (avec marques d'usage)
- Coaticook (en Estrie, au Québec, du nom de la ville de Coaticook) ;
- Coupe de footballeur, coupe de footballeur allemand (Séville, 1982), coupe de Bulgare, ou « Court dessus, long derrière» (familier, Europe) ;
- Coupe Longueuil (familier, ensemble du Québec, du nom d'une ville située en banlieue de Montréal) ;
- Coupe Vanier (familier, Québec (ville)) ;
- Mullet (néologisme, anglicisme, familier, États-Unis, Canada, Europe) ;
- Nuque à l'allemande (Europe) ;
- Nuque longue, mulet (Europe) ;
- Pad (anglicisme, familier, Québec) ;
- Trailer (anglicisme, familier, Québec) ;
- Toast (anglicisme, familier, Outaouais et laurentides) ;
- Coupe Jaromír Jágr (familier, Québec) ;
- Coupe SkiDoo (régions plutôt nordiques, Québec) ;
- Cambronne (sud de la France, France) ;
- Hockeyplayer haircut (pendant américain de la coupe de footballeur) ;
- Afro-mulet (nord de la France, France).
- Coupe à la Hardos (familier, France), car cette coupe était populaire parmi les fans de musique hard rock.

## Dans la culture populaire
- MacGyver, personnage principal de la série du même nom porte une nuque longue.
- American Mullet, un documentaire de Jennifer Arnold entièrement consacré à « la nuque longue » aux États-Unis.
- La coupe « nuque longue » est la source d'inspiration de la chanson Mullet Head des Beastie Boys.
- Solid Snake et son frère Liquid Snake, de la série de jeux vidéo Metal Gear Solid, portent tous deux une coupe mulet.
- La chanson Courts su'l top du groupe humoristique québécois Les Appendices fait référence à cette coupe.
- La chanson I've got an Ape Drape du groupe de punk rock américain The Vandals est entièrement consacrée à cette coupe.